# Playa del Lance
La playa El Lance está situada en el municipio de Rubite, en la provincia de Granada, comunidad autónoma de Andalucía, España.